# ۵۹۴ (میلادی)

## رویدادها
- آموس به عنوان اسقف اعظم ارتودکس اورشلیم جانشین جان پنجم شد.
- ملکه سوئیکو فرمان سه گنج شکوفا را صادر کرد و با این کار دین بودایی در ژاپن به رسمیت شناخته شد.

## زادروزها
- ملکه کوگیوکو (Kōgyoku) ملکه ژاپن.
- میمونه دختر حارث، همسر محمد، پیامبر اسلام. (تاریخ تقریبی)

## مرگ‌ها
۱۷ نوامبر - گرگوری تورس، اسقف و تاریخدان.